# 安阳城街道
安阳城街道，是中华人民共和国河南省焦作市马村区下辖的一个乡镇级行政单位。

## 行政区划
安阳城街道下辖以下地区：
安阳城村、姜冯营村、魏冯营村、庞冯营村、马冯营村、土门掌村、后岳村、前岳村、南岗村、上刘庄村、谷堆后村、庙前村、小李庄村、李庄村、田门村、马界村、山底村、罗庄村、义庄村、东马村、毛寨村、张田河村、西韩王村和东韩王村。